# پیر آبلار
پتروس آبلاردوس (به لاتین: Petrus Abaelardus) (زادهٔ ۱۰۷۹ میلادی - درگذشتهٔ ۲۱ آوریل ۱۱۴۲) روشنفکر و نویسندهٔ فرانسوی در قرن یازدهم میلادی است. وی اگرچه گولیارد بود، به عنوان نخستین روشنفکر بزرگ مدرن- در حدود گنجایش این اصطلاح در قرن دوازدهم- شناخته می‌شود.
او در ۲۱ آوریل سال ۱۱۴۲ در صومعهٔ سن مارسل در شالون سور سون از دنیا رفت. زندگی این اندیشمند قرون وسطی، نظریه‌های ارزشمندی را دربارهٔ نوع زندگی و تفکرات قشر فرهیختهٔ آن زمان در اختیار ما قرار می‌دهد.

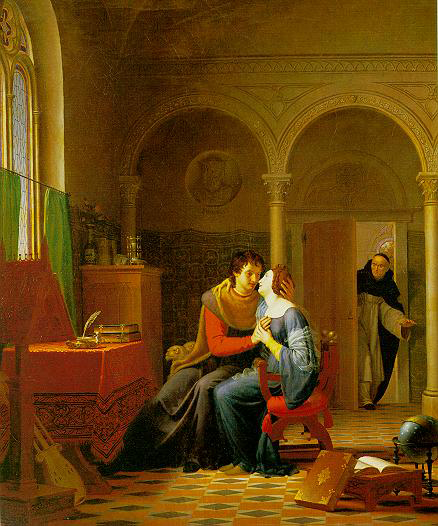
آبلارد و هلوئیز

## زندگی
مرد برتون/ که در سال ۱۰۷۹ در لوپاله از توابع نانت به دنیا آمده بود، از خانوادهٔ اشرافی خرده پایی بود که پیدایش اقتصاد پولی زندگی را برای آن‌ها سخت کرده بود. آبلارد با طیب خاطر یک شغل نظامی را به برادرانش واگذاشت و خود به مطالعه پرداخت.

## اندیشه‌های آبلارد
آبلارد، از منتقدان نظریهٔ واقعی دانستن امور کلی بود و ضمن دفاع از اصالت مفهوم (مفهوم گرایی)، کلیات را فقط حائز وجود ذهنی می‌دانست. او بر اهمیت عقل در اعتقاد دینی تأکید کرد و با کاربرد ماهرانهٔ منطق و جدل در آموزه‌هایی مانند تثلیث و کفاره، روحی تازه به مباحث الهیات دمید، هرچند مخالفت‌هایی نیز برانگیخت.
آبلارد از نانت به پاریس آمد و در آنجا کشاند و آنجا گیوم دو شامپو استاد پاریسی را مورد حمله قرار داد. او از این جهت شهرت بسیار به دست آورد و در جوانی به درجه استادی رسید. با وجود همهٔ مشکلاتی که پیرامون نظریهٔ وی دربارهٔ تثلیث، وجود داشت، وی یکی از مفسران بزرگ انجیل به‌شمار می‌رفت. شاید بیش‌ترین شهرت وی به خاطر تفسیرش بر کتاب حزقیال است، نه فقط به خاطر آن که وی درس گفتارهایش را در این باره، در زمان بسیار کوتاهی تهیه کرد، بلکه به دلیل آن که وی این کار را در مقابله با استادش، آنسلم لائونی به انجام رساند. متأسفانه، این کتاب ناپدید شده است؛ با این همه، تفسیر آبلارد بر نامهٔ رومنز اکنون در دست ماست. اگرچه دربارهٔ ماهیت تفسیر آبلارد، بسیار می‌توان سخن گفت، شهرت تفسیر او بر نامهٔ رومنز به خاطر ضمیمهٔ کوتاهی است که بر بند ۲۶–۱۹: ۳ افزوده است. آبلارد در این بخش کوتاه، سؤال می‌کند که چگونه مرگ و بازگشت مسیح می‌تواند بر رستگاری مؤمنان، تأثیرگذار باشد. پاسخ او به این سؤال، آن است که خداوند به واسطهٔ عمل مسیح، مسیحیان را با رشتهٔ عشق، به خود پیوند داده است؛ و کسانی که ایمان می‌آورند، برانگیخته می‌شوند تا همان گونه که مسیح، عشق می‌ورزید، عشق بورزند. آنچه آبلارد انجام داد، آن بود که عشق را با تقوا و درستی، یکی کرد.
کسانی که عشقشان و انگیزه‌شان را از مسیح، الگو گرفته‌اند، آزادی از گناه و رستگاری را برای خود می‌خرند. چنان‌که در بسیاری از آثار آبلارد می‌توان دید، این نگاه به «کفاره» به سادگی، پذیرفتنی نبود. حتی اندیشمندان امروز نیز این دیدگاه آبلارد را نادرست و نابسنده می‌دانند. مسئلهٔ مشخص در این جا، آن است که آبلارد، قدرت رستگاری بخشی مسیح را در عمل مؤمن «کفاره» است. با این حال، خواننده باید این تفسیر آبلارد را با احتیاط بپذیرد.
آثار مهم دیگری که آبلارد نوشته است، عبارتند از بله و خیر، گفتگوی فیلسوف با یک یهودی و یک مسیحی، و تاریخ مصائب. «بله و خیر» روش الاهیاتی آبلارد را به ما نشان می‌دهد: شک به پژوهش می‌انجامد، و این خود نهایتاً به حقیقت می‌رسد. روش فوق، نشان دهندهٔ این حکم آبلارد است که «به هیچ چیز نمی‌توان ایمان آورد، مگر آن که نخست آن را فهمید.» این حکم، عکس حکم مشهور سنت آنسلم است که می‌گفت «من نمی‌فهمم که ایمان بیاورم، بلکه ایمان می‌آورم تا بفهمم.» «گفتگوی فیلسوف با یک یهودی و یک مسیحی» شیوهٔ روش پژوهش در روند این بحث را به ما نشان می‌دهد. «تاریخ مصائب» از آن جهت جالب است که یک زندگینامهٔ خودنوشت است. تعدادی سروده‌های مذهبی و چند نامه نیز از وی به دست ما رسیده‌است. یکی از جالب‌ترین آثار آبلارد، کتاب اخلاق اوست، که به نام «خود را بشناس» مشهور است. این کتاب، به دقت نشان دهندهٔ دلبستگی او به هلوییز است.
زمانی که آبلارد در نوتردام بود، هلوییز، معشوقهٔ پنهانی وی بود. پس از آن که این رابطه فاش شد، آبلارد را اخته کردند و هلوییز نیز به دیری فرستاده شد. در خلال این دورهٔ پرتنش، هلوییز در نامه‌ای به آبلارد نوشت که او هم احساس گناه و هم احساس بیگناهی دارد؛ زیرا اگرچه کلیسا عمل او (هلوییز) را تقبیح کرده، نیت او (عشقش به آبلارد) پاک بود. جدای از این نکته که آبلارد، هیچ‌گاه نپذیرفت که کتاب اخلاقش در پاسخ به دغدغه‌های هلوییز است، اما در آن جا بحث می‌کند که اعمال، بر اساس نیتی که در پس آن‌ها نهفته است، خوب یا شر به حساب می‌آیند. البته این بدان معنا نیست که ارزش اخلاقی نیات شخص، دلبخواهانه توسط خود وی، تعیین می‌شود؛ چرا که نیات باید با معیار قانون الاهی محک زده شوند. مراد آبلارد آن است که گناه، همانا سرسپردن به ارادهٔ شیطانی است. نادرستی‌های این نظریه را به سادگی می‌توان نشان داد؛ اما باز باید به دقت به سخن آبلارد؛ گوش فرادهیم. شاید بگوییم که یکی از بزرگ‌ترین مشکلات آبلارد، میل وافر او به تأکید بیش از اندازه‌اش بر دیدگاه‌های خاص بود؛ در نتیجه دشمنانش نیز پیوسته متعرضش می‌شدند؛ با وجود این، باید اذعان کرد که پیرو اندیشه‌های آبلارد، جنبه‌های خاصی از الاهیات مسیحی، بیش از گذشته در معرض توجه قرار گرفتند. آرای بدیع او، دربارهٔ «تثلیث»، «کفاره» و «رابطهٔ میان اعمال و نیات» با عقاید رایج در الاهیات مسیحی، متفاوت بود و به همین دلیل، آرای او از سوی شورای سوآسان، محکوم شد.

## هلوئیز

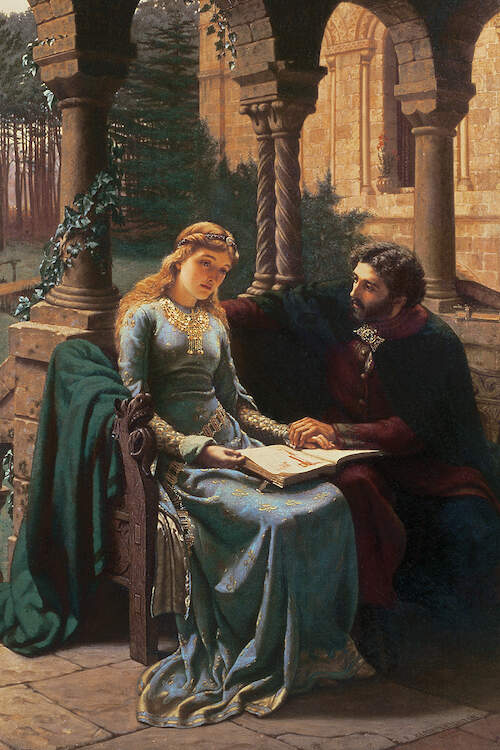
آبلارد و شاگردش هلوئیز، تابلویی از:ادموند بلر لیگتون

موافق با نظریات گولیاردها. حتی در آن زمان مراجعی بودند که ازدواج حکما را جایز نمی‌دانستند. هلوئیز خود در نامه‌ای خطاب به آبلارد برای اول بار عشقش را به او ابراز کرد و از او خواست تا فکر ازدواج را از سر بیرون کند. اما آبلارد مخفیانه در کلیسا ازدواجشان را با حضور کشیش فولبر رسمی کرد. اقوام هلوئیز پس از افشای خبر رابطه این دو، به آبلارد حمله کرده و او را مقطوع النسل ساختند.
آبلارد پس از این رویداد، به صومعهٔ سلطنتی سن دنی پناه برد. وی هنگامی که برای دفاع ازخود در برابر اتهام ارتداد عازم رم بود، در راه جان باخت. وقتی هلوئیز در ۱۱۶۴ م درگذشت، او رادر پاراکله در کنار آبلارد به خاک سپردند؛ در ۱۸۱۷، بقایای اجساد آن‌ها به گورستان پر – لاشز انتقال یافت.

## پیوندها
1. ↑  Breton منسوب به Bretagne(بروتانی) که شبه جزیره‌ای است از خاک فرانسه و نانت بزرگترین شهر آن است.